# Генеральный директорат по исследованиям и анализу
Генеральный директорат по исследованиям и анализу (фр. Direction générale des études et recherches, DGER, в русскоязычной литературе именуется также Генеральный директорат изучения и исследований) — спецслужба Сражающейся Франции, созданная в 1944 году в результате реорганизации Генерального директората специальных служб. Руководителем DGER с 6 ноября 1944 по 18 апреля 1945 года был Жак Сустель, после чего до апреля 1946 года её возглавлял Андре Деваврен. В связи с тем, что среди разведчиков французского Сопротивления было много агентов советской разведки, которые таким образом вошли в состав французских спецслужб, правительство Четвертой республики в 1946 провело реорганизацию DGER, сформировав новую разведслужбу — Службу внешней документации и контрразведки (SDECE).